# 鉄力路駅
座標: 北緯31度16分58秒 東経121度28分41秒 / 北緯31.28278度 東経121.47806度
鉄力路駅（てつりょくろえき）は中華人民共和国上海市宝山区に位置する上海軌道交通3号線の駅である。

## 駅構造

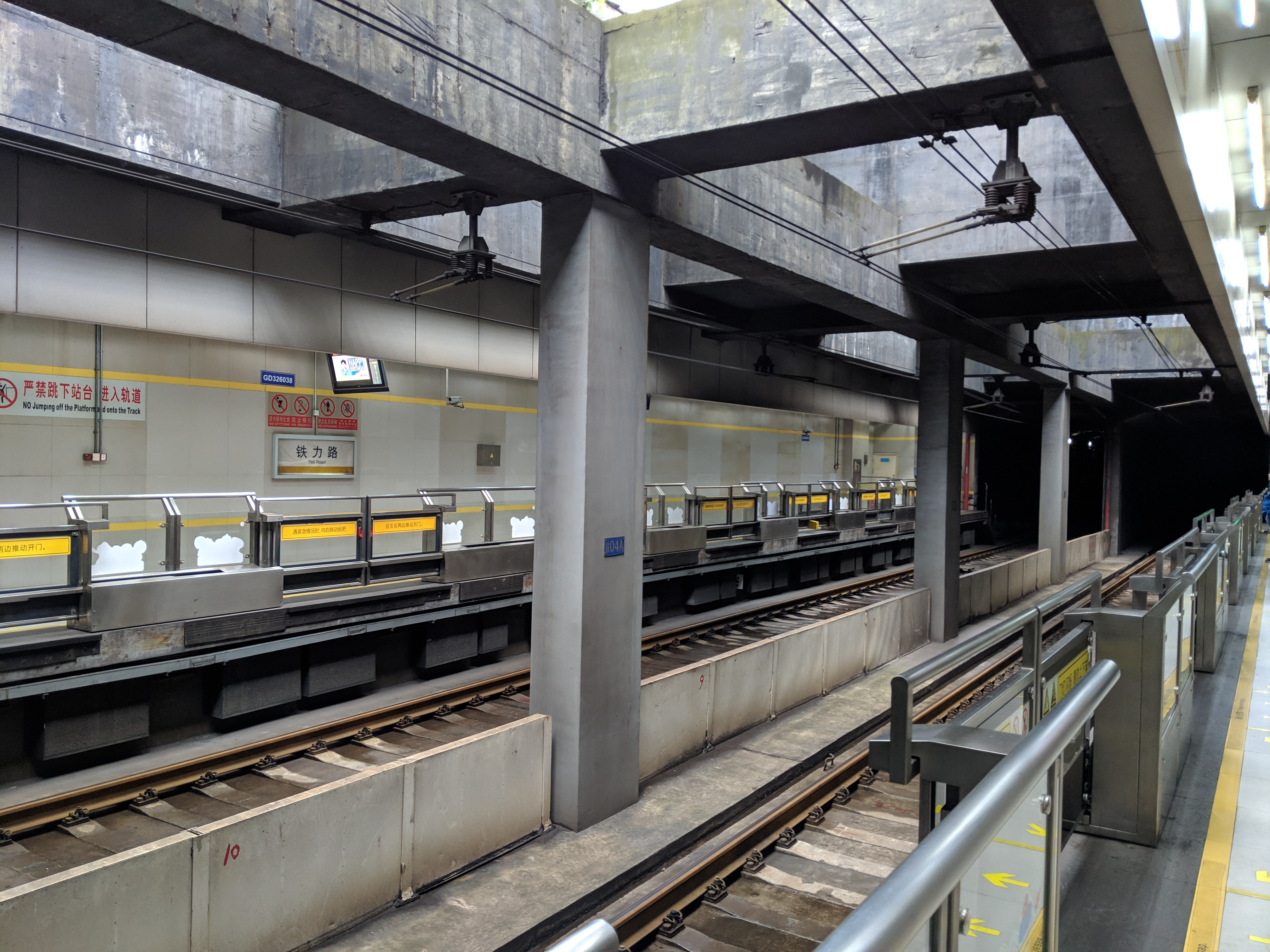
ホーム

相対式ホーム2面2線を有する3号線内では唯一の地下駅。
駅デザインはガラスを多く利用し、上海科技館駅に次ぐ太陽光や風を取り入れた駅となっている。

## 駅周辺
- 宝鋼集団

## 歴史
- 2006年12月18日 - 開業。

## 隣の駅
上海軌道交通
■3号線
友誼路駅 - 鉄力路駅 - 江楊北路駅